# Джефферсон Тауншип (округ Лекаванна, Пенсільванія)
Джефферсон Тауншип (англ. Jefferson Township) — селище (англ. township) в США, в окрузі Лекаванна штату Пенсільванія. Населення — 3765 осіб (2020).

## Демографія
Згідно з переписом 2010 року, у селищі мешкала 3731 особа в 1460 домогосподарствах у складі 1101 родини. Було 1698 помешкань
Расовий склад населення:
| - 98,1 % — білих - 0,6 % — чорних або афроамериканців - 0,3 % — азіатів - 0,2 % — корінних американців |

До двох чи більше рас належало 0,6 %. Частка іспаномовних становила 1,5 % від усіх жителів.
За віковим діапазоном населення розподілялося таким чином: 20,6 % — особи молодші 18 років, 64,8 % — особи у віці 18—64 років, 14,6 % — особи у віці 65 років та старші. Медіана віку мешканця становила 45,3 року. На 100 осіб жіночої статі у селищі припадало 101,9 чоловіків;  на 100 жінок у віці від 18 років та старших — 100,0 чоловіків також старших 18 років.
Середній дохід на одне домашнє господарство  становив 59 521 долар США (медіана — 50 577), а середній дохід на одну сім'ю — 65 928 доларів (медіана — 60 429). Медіана доходів становила 52 010 доларів для чоловіків та 32 181 долар для жінок. За межею бідності перебувало 6,0 % осіб, у тому числі 10,0 % дітей у віці до 18 років та 3,2 % осіб у віці 65 років та старших.
Цивільне працевлаштоване населення становило 1615 осіб. Основні галузі зайнятості: освіта, охорона здоров'я та соціальна допомога — 23,2 %, науковці, спеціалісти, менеджери — 13,3 %, виробництво — 12,9 %.